# Pterodoras
Pterodoras är ett släkte av fiskar. Pterodoras ingår i familjen Doradidae.
Kladogram enligt Catalogue of Life:
| Pterodoras | \| \| Pterodoras granulosus \| \| \| \| \| \| Pterodoras rivasi \| \| \| \| |
|            | \| \| Pterodoras granulosus \| \| \| \| \| \| Pterodoras rivasi \| \| \| \| |
|            | Pterodoras granulosus                                                       |
|            |                                                                             |
|            | Pterodoras rivasi                                                           |
|            |                                                                             |